# Odradove, Odesa
Odradove (în ucraineană Одрадове) este un sat în Comuna Dacine din raionul Odesa, regiunea Odesa, Ucraina.

## Demografie
Componența lingvistică a localității Odradove
     Ucraineană (83,12%)
     Rusă (16,56%)
     Alte limbi (0,32%)
Conform recensământului din 2001, majoritatea populației localității Odradove era vorbitoare de ucraineană (83,12%), existând în minoritate și vorbitori de rusă (16,56%).